# 宇佐美由美子
宇佐美 由美子（うさみ ゆみこ、9月16日-　）は、日本の演歌歌手。

## 人物
北海道厚岸町出身。おとめ座。

## 経歴
- 1991年（平成3年）、『NHKのど自慢』チャンピオン大会出場を期にスカウトされ上京。作曲家 野村旬平に弟子入り。
- 1993年（平成5年）、船橋ケーブルTV『伊藤薫の演歌塾』にて、生徒役で出演。
- 1995年（平成7年）、テレビ朝日系『驚きももの木20世紀』にて、「演歌の竜」島倉千代子役で出演。
- 1998年（平成10年）、静岡ケーブルTVにて、レポーター出演。
- 2000年（平成12年）、シャンソン歌手 石井昌子に弟子入り。石井昌子と共にステージ出演。同時期よりご当地ソングなどのレコーディング活動を開始。
- 2004年（平成16年）、福祉施設などの慰問活動を定期的に行う。
- 2016年（平成28年）、北朝鮮向けラジオ「しおかぜ」にて、『無事を祈りて』が起用され、同年より拉致被害者奪還イベントコンサートに出演中。また、独学の韓国語（朝鮮語）を活かし、訳詞も行う。
- 2018年（平成30年）、北朝鮮による拉致被害者である曽我ひとみさんに捧ぐ『帰りたい』のCDリリース。また、同年11月より北海道札幌市にあるFMコミュニティーTXTドラマシティ（現：RADIOワンダーストレージ FMドラマシティ）にて放送中の『たつ兄、ゆみ姐の俺がやらなきゃ誰がやる！』で、特定失踪者問題調査会の副代表兼事務局長である村尾建兒と共にパーソナリティを務める。